# Monomorium mirandum
Monomorium mirandum är en myrart som beskrevs av Arnold 1955. Monomorium mirandum ingår i släktet Monomorium och familjen myror. Inga underarter finns listade i Catalogue of Life.